# Barrage Oumarou-Kanazoé
Le barrage Oumarou-Kanazoé ou barrage de Toéssin (ou Toécé) est un barrage de retenue d'eau situé sur le cours de la Volta Blanche (ou Nakembé) à proximité de la ville de Yako. Il est partagé entre les provinces du Passoré, du Yatenga et du Zondoma dans la région Nord au Burkina Faso et a pour vocation les travaux hydrauliques agricoles.

## Géographie
La digue du barrage en remblai est construite sur le cours du fleuve Nakembé (ou Volta Blanche) à un kilomètre au nord du village de Toéssin (ou Toécé) situé dans le département de Gomponsom, à environ 25 km à l'est de Yako, la principale ville du secteur. Avec son volume de 90,6 millions de m3 et ses 50 km2 de surface, le lac de retenue du barrage constitue la plus grande retenue d'eau de la région Nord.
Les principaux villages qui se trouvent sur le pourtour immédiat du lac et vivent de son activité sont : Toéssin, Séloguin, Bérenga-Foulbé, Bérenga-Mossi, Bérenga-Silmi-Mossi, Rikiba et Ouonon.

## Histoire
La construction du barrage a commencé en 1995 sous l'impulsion de l'entrepreneur Oumarou Kanazoé, directeur de l'entreprise de travaux publics Kanazoé Frères et originaire de Yako, qui le finance sur sa fortune personnelle pour un coût total de 4 milliards de FCFA (soit 6 millions d'euros). Il est mis en service en 1998.
Sa fonction première est de réguler le niveau d'eau sur le cours du fleuve Nakembé et de permettre l'irrigation des cultures maraîchères et vivrières alentour de la région de Yako ainsi que de créer une activité de pêche sur son lac de retenue de 5 000 ha. 
En 2018, un programme de réhabilitation du barrage est entrepris avec l'aide financière de l'Agence de l'Eau du Nakambé. En effet, la digue supporte la route départementale qui relie Kalsaka à Yako (via la route régionale 20 vers la route nationale 2) par laquelle transitent tous les camions liés à l'activité minière et aurifère – depuis le milieu des années 2000 – du département de Kalsaka.
Le lac du barrage est infesté sur plus de 60 % de sa surface par une plante invasive, Typha australis, que des campagnes d'éradication tentent de contenir,.

## Voir Aussi